# Carl-Ebbe Andersen
Carl-Ebbe Andersen (Roskilde, 19 de enero de 1929-Roskilde, 14 de junio de 2009) fue un deportista danés que compitió en remo como timonel.
Participó en los Juegos Olímpicos de Londres 1948, obteniendo una medalla de oro en la prueba de dos con timonel. Ganó una medalla de bronce en el Campeonato Europeo de Remo de 1947.

## Palmarés internacional
| Juegos Olímpicos   | Juegos Olímpicos      | Juegos Olímpicos  | Juegos Olímpicos |
| Año                | Lugar                 | Medalla           | Prueba           |
| ------------------ | --------------------- | ----------------- | ---------------- |
| 1948               | Londres (Reino Unido) | Medalla de oro    | Dos con timonel  |
| Campeonato Europeo |                       |                   |                  |
| Año                | Lugar                 | Medalla           | Prueba           |
| 1947               | Lucerna (Suiza)       | Medalla de bronce | Dos con timonel  |